# Агейкин, Григорий Петрович
Григо́рий Петро́вич Аге́йкин (1 декабря 1924, Кочкурово — 1 декабря 2007) — эрзянский и русский поэт, прозаик, редактор. Участник Великой Отечественной войны.

## Биография
Григорий Агейкин родился 1 декабря 1924 года в селе Кочкурово (ныне — центр Кочкуровского района Мордовии). Второй ребёнок в крестьянской семье. Во время учёбы в школе особенно усердно занимался мордовским языком, в 6 классе написал первые стихи, которые были напечатаны в школьной газете; во время одной из встреч с писателем И. П. Кривошеевым даже получил одобрение от него за стремление к творчеству. Стихи Григория вскоре были опубликованы в газете «Сятко».
В 1941 году Агейкин был призван на фронт Великой Отечественной войны. Служил в разведке, участвовал в боях в Смоленской области, на Украине, в Белоруссии, Молдавии, Румынии, Венгрии, Австрии и Болгарии (кавалер ордена Красного Знамени и ордена Отечественной войны II степени). В апреле 1947 года вернулся на Родину. Окончил партийную школу и филологический факультет Мордовского государственного университета. Работал в газетах «Советская Мордовия» и «Эрзянь коммуна», также был редактором журнала «Пионерэнь вайгель» («Голос пионера»), благодаря чему начал писать произведения для детей. В газете Агейкина публиковались будущие знаменитые писатели Мордовии: А. Моро, А. Лукьянов и Е. Пятаев. Вскоре все три издания были объединены в одно — «Советская Мордовия», где публиковались статьи и произведения на эрзянском, мокшанском и русском языках, однако в связи с возмущением сотрудников и корреспондентов газета «Эрзянь коммуна» была восстановлена под именем «Эрзянь правда», где и продолжил работу Агейкин.
До своего ухода Агейкин проработал в «Эрзянь правде», опубликовав множество произведений, посвящённых дружбе народов, красоте родного края, труду и любви. Известен как автор рассказов и стихов для детей, множества баллад, очерков, фельетонов и юморесок.
Скончался 1 декабря 2007 года.

### Сборники
- «Вишка ялгинеть» (Маленькие друзья, 1958)
- «Сырнень тештинеть» (Золотые звёздочки, 1959)
- «Седей вайгель» (Голос сердца, 1964)
- «Боря — космонавт» (1967)
- «Кие киде пели?» (Кто кого боится?, 1976)
- «Лемзеркай» (Черёмушка, 1980)

### Рассказы
- «Калавтозь кире» (Размотанный клубок)
- «Топтыга»
- «Максим»
- «Сёлмов оят» (Крылатые друзья)
- «Туз»
- «Пожар»
- «Перець» (Перец)
- «Иля кадново ялгасто» (Не отставай от друзей)
- «Баян»
- «Паро тев» (Хорошее дело)
- «Тундонь валске» (Весеннее утро)